# World Badminton Grand Prix 1988
Der World Badminton Grand Prix 1988 war die sechste Auflage des World Badminton Grand Prix. Die Turnierserie bestand aus 19 internationalen Meisterschaften. Zum Abschluss der Serie wurde ein Finale ausgetragen, wobei dort erstmals alle Disziplinen ausgespielt wurden. Zugelassen wurden die punktbesten Spieler und Paarungen der Grand-Prix-Ranglisten. Es nahmen 16 Herreneinzel, 12 Dameneinzel und jeweils 6 Doppelpaare im Herren-, Damen- und gemischten Doppel daran teil.

## Austragungsorte
| Veranstaltung       | Ort                    | Preisgeld    | IBF-Wertungskategorie | Datum       |
| ------------------- | ---------------------- | ------------ | --------------------- | ----------- |
| Chinese Taipei Open | Taipeh                 | 60.000 US $  | 3 Sterne              | 13.–17.01.  |
| Japan Open          | Kiryuu und Tokio       | 80.000 US $  | 3 Sterne              | 21.–24.01.  |
| Swiss Open          | Lausanne               | 15.000 US $  | 1 Stern               | 26.–30.01.  |
| Poona Open          | Mortsel-Poona, Belgien | 40.000 US $  | 2 Sterne              | 17.–21.02.  |
| German Open         | Düsseldorf             | 35.000 US $  | 2 Sterne              | 04.–06.03.  |
| Swedish Open        | Malmö, Schweden        | 15.000 US $  | 1 Stern               | 09.–13.03.  |
| All England         | London                 | 128.000 US $ | 5 Sterne              | 16.–20.03.  |
| French Open         | Toulouse               | 60.000 US $  | 3 Sterne              | 23.–27.03.  |
| Thailand Open       | Bangkok                | 35.000 US $  | 2 Sterne              | 13.–17.07.  |
| Indonesia Open      | Jakarta                | 135.000 US $ | 5 Sterne              | 20.–24.07.  |
| Hong Kong Open      | Hongkong               | 60.000 US $  | 3 Sterne              | 18.–21.08.  |
| China Open          | Shanghai               | 70.000 US $  | 3 Sterne              | 24.–28.08.  |
| Dutch Open          | Amsterdam              | 40.000 US $  | 2 Sterne              | 06.–09.10.  |
| English Masters     | Preston                | 90.000 US $  | 4 Sterne              | 13.–16.10.  |
| Denmark Open        | Odense                 | 60.000 US $  | 3 Sterne              | 20.–23.10.  |
| Canadian Open       | Calgary                | 15.000 US $  | 1 Stern               | 03.–06.11.  |
| US Open             | Pasadena, Kalifornien  | 15.000 US $  | 1 Stern               | 08.–13.11.  |
| Scottish Open       | Edinburgh              | 15.000 US $  | 1 Stern               | 25.–27.11.  |
| Malaysia Open       | Kuala Lumpur           | 150.000 US $ | 5 Sterne              | 13.–18.12.  |
| Grand Prix Finale   | Hongkong               | 150.000 US $ | -                     | 4.–8.1.1989 |

## Die Sieger
| Veranstaltung       | Herreneinzel           | Dameneinzel         | Herrendoppel                           | Damendoppel                         | Mixed                              |
| ------------------- | ---------------------- | ------------------- | -------------------------------------- | ----------------------------------- | ---------------------------------- |
| Chinese Taipei Open | Icuk Sugiarto          | Kirsten Larsen      | Sawei Chanseorasmee Sakrapee Thongsari | Maria Bengtsson Christine Magnusson | Andy Goode Gillian Gowers          |
| Japan Open          | Nick Yates             | Han Aiping          | Li Yongbo Tian Bingyi                  | Chung Myung-hee Chung So-young      | Park Joo-bong Chung Myung-hee      |
| Swiss Open          | Kwan Yoke Meng         | Christine Skropke   | Cheah Soon Kit Ong Beng Teong          | Paula Rip-Kloet Maaike de Boer      | Ralf Rausch Christine Skropke      |
| Poona Open          | Morten Frost           | Christine Magnusson | Michael Kjeldsen Jens Peter Nierhoff   | Kim Yun-ja Yoo Sang-hee             | Steen Fladberg Gillian Clark       |
| German Open         | Morten Frost           | Han Aiping          | Steen Fladberg Jan Paulsen             | Lao Yujing Zheng Yuli               | Steen Fladberg Gillian Clark       |
| Swedish Open        | Xiong Guobao           | Han Aiping          | Li Yongbo Tian Bingyi                  | Lin Ying Guan Weizhen               | Wang Pengren Shi Fangjing          |
| All England         | Ib Frederiksen         | Gu Jiaming          | Li Yongbo Tian Bingyi                  | Chung So-young Kim Yun-ja           | Wang Pengren Shi Fangjing          |
| French Open         | Icuk Sugiarto          | Hwang Hye-young     | Park Joo-bong Sung Han-kuk             | Chung Myung-hee Hwang Hye-young     | Park Joo-bong Chung So-young       |
| Thailand Open       | Xiong Guobao           | Li Lingwei          | Li Yongbo Tian Bingyi                  | Chung Myung-hee Hwang Hye-young     | Steen Fladberg Gillian Clark       |
| Indonesia Open      | Icuk Sugiarto          | Li Lingwei          | Jalani Sidek Razif Sidek               | Verawaty Fajrin Yanti Kusmiati      | Eddy Hartono Erma Sulistianingsih  |
| Hong Kong Open      | Icuk Sugiarto          | Lee Young-suk       | Lee Kwang-jin Lee Sang-bok             | Lin Ying Guan Weizhen               | Park Joo-bong Chung Myung-hee      |
| China Open          | Zhao Jianhua           | Li Lingwei          | Li Yongbo Tian Bingyi                  | Lin Ying Guan Weizhen               | Park Joo-bong Chung Myung-hee      |
| Dutch Open          | Jens Peter Nierhoff    | Fiona Smith         | Jens Peter Nierhoff Michael Kjeldsen   | Gillian Clark Sara Sankey           | Jesper Knudsen Nettie Nielsen      |
| English Masters     | Morten Frost           | Li Lingwei          | Li Yongbo Tian Bingyi                  | Lin Ying Guan Weizhen               | Jesper Knudsen Nettie Nielsen      |
| Denmark Open        | Poul-Erik Høyer Larsen | Li Lingwei          | Li Yongbo Tian Bingyi                  | Lin Ying Guan Weizhen               | Jesper Knudsen Nettie Nielsen      |
| Canadian Open       | Steve Butler           | Zheng Baojun        | Jens Peter Nierhoff Henrik Svarrer     | Eline Coene Erica van Dijk          | Henrik Svarrer Erica van Dijk      |
| US Open             | Sze Yu                 | Lee Myung-hee       | Christian Hadinata Lius Pongoh         | Chung So-young Kim Yun-ja           | Christian Hadinata Ivanna Lie      |
| Scottish Open       | Morten Frost           | Christine Magnusson | Henrik Svarrer Claus Thomsen           | Gillian Clark Sara Sankey           | Pär-Gunnar Jönsson Maria Bengtsson |
| Malaysia Open       | Xiong Guobao           | Li Lingwei          | Li Yongbo Tian Bingyi                  | Lin Ying Guan Weizhen               | Wang Pengren Shi Fangjing          |
| Grand Prix Finale   | Zhang Qingwu           | Han Aiping          | Jalani Sidek Razif Sidek               | Lin Ying Guan Weizhen               | Wang Pengren Shi Fangjing          |